# Kulturverträglichkeitsprüfung
Mit Kulturverträglichkeitsprüfung wird ein Verfahren bezeichnet, um politische Entscheidungen (insbesondere Gesetzgebung, Genehmigungen von Großprojekten) im Hinblick auf negative Auswirkungen auf Kultur zu untersuchen. Es handelt sich vor allem um ein Schlagwort, das sowohl im Kontext der Europäischen Union als auch der deutschen Bundeskulturpolitik, vereinzelt auch in deutschen Bundesländern und Österreichischer und Schweizer Kommunen Verwendung findet.
Begriffsgeschichtlich geht „Kulturverträglichkeitsprüfung“ auf die bekanntere „Umweltverträglichkeitsprüfung“ zurück. Die Verwendung erfolgte im europäischen Kontext wohl zum ersten Mal zu Beginn der 1990er Jahre. Im kulturpolitischen Kontext der Bundesrepublik Deutschland ist sie als erstes von Julian Nida-Rümelin aus dem Jahr 2002 belegt.

## Europäische Union
Erstmals wurde von „Kulturverträglichkeitsprüfung“ im Zusammenhang mit dem Vertrag von Maastricht gesprochen, der die damalige Europäische Gemeinschaft in einem neuen Art. 128 EGV erstmals durch völkerrechtlichen Vertrag ermächtigte, kulturpolitisch tätig zu werden. Abs. 4 lautete: „Die Gemeinschaft trägt den kulturellen Aspekten bei ihrer Tätigkeit aufgrund anderer Bestimmungen dieses Vertrages Rechnung.“ Heute findet sich die durch den Vertrag von Amsterdam und den Vertrag von Lissabon leicht veränderte Klausel in Art. 167 AEUV.

### Vorgeschichte
Vor dem Vertrag von Maastricht war die EG, noch unter dem treffenden Namen Europäische Wirtschaftsgemeinschaft (EWG) als kulturfeindlich wahrgenommen worden, weil sie in kulturellen Leistungen im Rahmen der Herstellung eines europäischen Binnenmarktes nur Handelsgüter bzw. Dienstleistungen sah, für deren freien Verkehr sie harmonisierend tätig wurde. Die Buchpreisbindung stellt das bis heute umstrittene bekannteste Beispiel dar.
Im EWG-Vertrag von 1958 kam das Morphem „Kultur“ in der französischen und englischen Fassung nur einmal, nämlich in der „kulturellen Entwicklung“ außereuropäischer Gebiete (Art. 131 Abs. 3 EWGV) vor.
Die Formulierung des heutigen Art. 167 Abs. 4 AEUV mag schließlich auf einen Vorschlag Andreas Johannes Wiesands in einem Gutachten für das deutsche Auswärtige Amt zur Kulturpolitik im europäischen Kontext (1982) zurückgehen, worin er vorschlug, die Organe der EWG durch eine ergänzende Klausel des EWGV zu verpflichten, „bei ihrer Politik auf die Eigenart des Kultur- und Medienbereichs (einschl. ,Kulturwirtschaft’) und dabei speziell die kulturellen Besonderheiten der Mitgliedsländer und Sub-Regionen innerhalb der Gemeinschaft zu achten“.

### Gegenwärtige Bedeutung
Welche Folgen sich aus dem heutigen Art. 167 Abs. 4 AEUV ergeben, war von Anfang an unklar. Kulturverbände hofften auf einen ähnlichen Mechanismus der politischen Selbstkontrolle im Hinblick auf Kultur, wie er sich im Hinblick auf Umwelt entwickelte. Die Kommission der Europäischen Gemeinschaften veröffentlichte 1996 einen Ersten Bericht über die Berücksichtigung der kulturellen Aspekte bei der Tätigkeit der Europäischen Gemeinschaft, der von den Kulturverbänden ebenso wie vom EG-Ministerrat mangels neuer Erkenntnisse oder Konzepte enttäuscht aufgenommen wurde.
Trotz weiterer Beteuerungen der Europäischen Kommission ist es bisher bei diesem „Ersten Bericht“ geblieben und hat Kulturpolitik im Vergleich der EU-Politiken immer noch einen eher marginalen Stellenwert. Den mit der sog. Kulturverträglichkeitsklausel (Art. 167 Abs. 4 AEUV) der Gründungsverträge und dem Wort „Kulturverträglichkeitsprüfung“ verbundenen Erwartungen könnte heute schon die sog. „Integrierte Folgenabschätzung“ der EU-Kommission gerecht werden, innerhalb deren Prüfprogramm Kultur als dort den „sozialen Folgen“ untergeordneter Belang bisher weiter relativ wenig Aufmerksamkeit findet.
Die geringe praktische Bedeutung geht auch darauf zurück, dass der juristische Gehalt der Vertragsklausel schwer zu fassen ist. Sie wird heute als Ausdruck des Subsidiaritätsprinzips, der Unionstreue oder immer häufiger eine besondere Ausprägung des in der EU sowohl gegenüber den europäischen Bürgern als auch zwischen der EU und den Mitgliedstaaten geltenden Verhältnismäßigkeitsprinzips aufgefasst.

## Bundesrepublik Deutschland
Im Kontext der bundesrepublikanischen Kulturpolitik wurde der Ausdruck „Kulturverträglichkeitsprüfung“ durch den Koalitionsvertrag zwischen SPD und Bündnis 90/Die Grünen zur Bildung der Bundesregierung Schröder II ab 2002 prominent. Darin hieß es, ein Schwerpunkt bleibe „die weitere Verbesserung der rechtlichen Rahmenbedingungen für Kunst und Kultur. Dazu gehört die stärkere Berücksichtigung der kulturellen Dimension der Gesetzgebung des Bundes und ggfs. von großen Planungsvorhaben (Kulturverträglichkeitsprüfung)“.
Dieser Programmpunkt stieß in der deutschen Kulturpolitik auf große Resonanz und in der Folge wurde von der Koalition nahestehenden Kulturpolitikern jeder erfolgreiche kulturpolitische Einsatz der damaligen Bundesbeauftragten für Kultur und Medien, Christina Weiss, etwa bei der Frage des Mehrwertsteuersatzes für Kunstwerke, zur erfolgreichen Anwendung der Kulturverträglichkeitsprüfung erklärt. Tatsächlich ging es wohl hauptsächlich darum, den Stellenwert des Amts der Kulturstaatsministerin politisch zu erhöhen. Nachdem sich ihre Behörde und die kulturpolitische Lobby nicht dahingehend durchsetzen konnten, die Regelbeteiligung der Kulturstaatsministerin im Rahmen der Kabinettsabstimmung in der GGO zu verankern, wurde „Kulturverträglichkeitsprüfung“ nur noch zum (erfolgreichen) bewusstseinsbildenden Wort erklärt.
Die Frage, ob die „Kulturverträglichkeitsprüfung“, wie sie von der rot-grünen Koalition verstanden wurde, auf der Ebene des Bundes eine Neuigkeit darstelle, wurde ausführlich auf eine Kleine Anfrage der CDU/CSU-Fraktion beantwortet. Heute wird von „Kulturverträglichkeitsprüfung“ eher selten gesprochen. Sie gilt jedoch als gut eingespielte Regierungspraxis.

## Länder und Kommunen
In einigen Bundesländern und Kommunen in Deutschland, Österreich und der Schweiz wurde der Begriff der Kulturverträglichkeitsprüfung aufgenommen, um jeweils die Tätigkeit des kulturellen Ressorts zu umschreiben oder sich programmatisch auf eine besondere Wertschätzung von Kultur festzulegen.